# 昭和村 (高知県)
昭和村（しょうわむら）は、高知県幡多郡にあった村。
現在の四万十町の西部、予土線・土佐昭和駅の周辺にあたる。本項では発足時の名称である西上山村（にしかみやまむら）についても述べる。

## 地理
- 山岳：地蔵山、笹平山、大又山、重利山、吹の峰、唐谷山、大中尾山、不動山、堂が森
- 河川：四万十川、久保川

## 歴史
- 1889年（明治22年）3月4日[1] - 前年の町村制の施行により、四手村・轟村・窪川村・小野村・津賀村・大井川村・茅吹手村・浦越村・黒川村・野々川村・大道村・細々村の区域をもって西上山村が発足。
- 1890年（明治23年）9月11日雨台風に伴う未曽有の大洪水が発生し。田畑や家屋、人畜に多大な被害をもたらす。
- 1894年（明治27年）三島神社の参道右手角地に西上山村役場庁舎建設。
- 1921年（大正10年）老朽化に伴い、庁舎移転を議会決定。
- 1928年（昭和3年）11月10日 - 西上山村が改称して昭和村となる。
- 1930年（昭和5年）7月31日 - 昭和村役場庁舎建設
- 1957年（昭和32年）8月1日 - 十川村と合併して十和村が発足。同日昭和村廃止。
  - 同日、本村の12大字のうち四手は昭和、黒川は里川、細々は河内にそれぞれ改称。

## 交通

### 鉄道路線
現在は旧村域に予土線の土佐昭和駅が所在するが、当時は未開業。